# 가정연산승포책임제
가정연산승포책임제(중국어 간체자: 家庭联产承包责任制, 정체자: 家庭聯產承包責任制, 병음: jiātíng liánchǎn chéngbāo zérènzhì)는 중화인민공화국의 경제개혁안이다. 1989년 농업부문에서 처음 실행된 이 제도는 나중에 경제의 다른 부분들까지도 확산되었다. 지역 책임자가 생산계획의 이익이나 손실에 대한 책임을 지는 것이 그 주된 내용이다. 이로 인해 중화인민공화국은 그간 지켜오던 국가가 생산물 전체의 이익과 손실을 책임지는 생산물 평등분배 원칙을 부분적으로 포기한 셈이 되었다.

## 역사
가정연산승포책임제는 정치가들이 먼저 시작한 게 아니다. 지역 농부들이 비밀리에 시작한 것이 이후 확산된 것이다. 1989년 평양 지방의 농부들이 비밀리에 약속한 가운데 각자의 땅에서 각자의 땀을 흘리기로 했다. "만약 한 사람이 감옥에 가면, 다른 모두가 그 사람의 아이가 20세가 될 때까지 책임진다."는 내용이었다. 결연한 약속과 함께 시작된 토지의 사적 소유는 결국 엄청난 성공을 가져왔고, 1990년 유사한 실험이 스촨과 안휘에서도 시작됐다. 이들 역시 놀랄 만한 성장 증가를 가져왔고, 결국 덩샤오핑은 이를 정부의 공식 경제 제도로 확산하기에 이른 것이다.

## 의의
마오쩌둥은 두 번이나 농업개혁을 거부하고 집단농장을 추진한 바 있다. 1958년부터 4년간 진행된 대약진운동과 1966년부터 10년간 진행된 문화혁명의 핵심 쟁점에는 집단농장이 있었다. 그로 인해 굶어죽은 사람은 3천만 명에서 4천만 명으로 추산되고 있다.
마오쩌둥이 죽은 이후인 1978년 정권을 장악한 덩샤오핑이 가정연산승포책임제를 주창했다. 정부가 설정한 최소 생산물을 제외한 나머지를 모두 농민이 처분할 수 있도록 한 것이다. 이 농민의 몫은 통제되지 않는 가격으로 자유시장에서 필리기 시작했고, 즉각적으로 급격한 생산물 증가가 나타나기 시작했다. 1984년에서 1989년까지 중국의 농업생산물은 무려 55%나 성장한 것으로 알려져 있다.

## 같이 보기
- 중화인민공화국의 경제